# Partial-Birth Abortion Ban Act
Der Partial-Birth Abortion Ban Act (Public Law 108-105, HR 760, S. 3, 18 U.S. Code 1531) oder PBA Ban ist ein 2003 beschlossenes Gesetz der Vereinigten Staaten, das eine bestimmte Methode des Schwangerschaftsabbruchs nach dem ersten Schwangerschaftsdrittel unter Strafe stellt. Ausnahmen bestehen für Fälle, in denen das Leben der schwangeren Frau bedroht ist. Das Gesetz galt als eine der wichtigsten Beschränkung des 1973 im Grundsatzurteil Roe v. Wade festgelegten Rechts auf Abtreibung bis zur 28. bzw. 24. Schwangerschaftswoche. Seit dem Grundsatzurteil Dobbs v. Jackson Women’s Health Organization 2022 gelten in vielen Bundesstaaten Verbote des Schwangerschaftsabbruchs unabhängig von der Methode, die teils nur wenige Ausnahmen vorsehen.

## Begriff
Die Wortschöpfung partial-birth abortion (deutsch „Teilgeburtsabtreibung“) ist kein medizinischer Begriff, sondern wurde 1995 durch die Anti-Abtreibungs-Gruppe National Right to Life Committee als Bezeichnung für eine Abtreibungsmethode geprägt, die in der Medizin Dilation and Extraction-Methode genannt wird. Bei dieser Abtreibungsmethode wird der menschliche Fötus unter Erweiterung des Zervikalkanals (Dilation) aus der Gebärmutter oder dem Geburtskanal entfernt (Extraction). Der Begriff partial-birth abortion wurde als Bezeichnung für diese Methode erfunden, um die Ablehnung von Schwangerschaftsabbruch in der Bevölkerung zu stärken. Die sprachliche Sinnhaftigkeit des Begriffs partial-birth abortion ist fraglich, weil es sich bei dem Eingriff medizinisch gesehen nicht um eine Geburt (birth) handelt.

## Legislative Geschichte
Für das Gesetz setzten sich besonders Abtreibungsgegner und Vertreter der christlichen Rechten ein, nachdem der Versuch, Abtreibungen ganz zu verbieten, in den 1980er Jahren gescheitert war. Das Ziel des partial-birth abortion act war, Teilverbote von Schwangerschaftsabbrüchen durchzusetzen und Spätabtreibungen durch das Verbot bestimmter Abtreibungsverfahren zu erschweren.
Auf Initiative der christlichen Rechten wurde ein entsprechender Gesetzesentwurf zum Verbot der partial-birth abortion 1995 erstmals im 104. Kongress der Vereinigten Staaten eingebracht (Partial-Birth Abortion Act, H.R. 1833, 104th Cong.). Der Entwurf wurde von beiden Häusern des Kongresses verabschiedet, allerdings legte Präsident Bill Clinton sein Veto ein. Ein Versuch, das Veto des Präsidenten zu überstimmen, scheiterte im Senat. 1997 wurde der Entwurf im 105. Kongress der Vereinigten Staaten wieder eingebracht und von beiden Häusern beschlossen. Bill Clinton legte erneut sein Veto ein und eine Überstimmung des Vetos scheiterte wieder im Senat.
Auch im 106. Kongress der Vereinigten Staaten fanden sich Mehrheiten im Senat und im Repräsentantenhaus, obwohl der Präsident im Vorfeld angekündigt hatte, dass er den Gesetzesentwurf wieder mit einem Veto belegen würde. Zu einer endgültigen Verabschiedung des Gesetzes kam es nicht, weil zu dieser Zeit das oberste Bundesgericht der Vereinigten Staaten entschieden hatte, dass ein Verbot der Dilation and Extraction-Methode im Bundesstaat Nebraska gegen die Verfassung verstieß (Stenberg v. Carhart 2000).
Nach einer Phase der Überarbeitung, in der sich die christliche Rechte auf andere Gesetzesvorlagen zur Einschränkung des Rechts auf Abtreibung konzentriert hatte, wurde der Gesetzesentwurf schließlich im 108. Kongress der Vereinigten Staaten erneut vorgelegt. Der Initiator war Rick Santorum. Das Gesetz wurde vom Repräsentantenhaus mit 281:142 Stimmen und vom Senat mit 64:34 Stimmen verabschiedet und am 5. November 2003 von Präsident George W. Bush in Kraft gesetzt. Barack Obama stimmte dabei gegen das Gesetz.
Die Verfassungsmäßigkeit des Gesetzes wurde direkt nach der Inkraftsetzung in Frage gestellt. Drei verschiedene United States District Courts erklärten das Gesetz für verfassungswidrig. Als Grund wurde das Fehlen einer Ausnahmeregelung genannt, welche die Gesundheit der schwangeren Frau (und nicht nur ihr Leben) berücksichtigt und als Präzedenzfälle wurden Roe v. Wade und Stenberg v. Carhart genannt. Die Regierung legte Berufung gegen die drei District-Court-Urteile ein, der von drei Appellationsgerichten stattgegeben wurde.
2006 fanden Anhörungen vor dem Obersten Gerichtshof der Vereinigten Staaten statt. Am 18. April 2007 entschied der oberste Gerichtshof im Fall Gonzales v. Carhart mit 5:4 Stimmen, dass dieses Gesetz die Verfassung nicht verletze. Die Mehrheitsmeinung des Gerichtes verfasste Anthony Kennedy, er wurde unterstützt von John Roberts, Antonin Scalia, Clarence Thomas und Samuel Alito. Ruth Bader Ginsburg verfasste die gegenteilige Meinung, sie wurde unterstützt von David Souter, John Paul Stevens und Stephen Breyer. Als entscheidender Faktor gilt die Ersetzung von Sandra Day O’Connor mit Samuel Alito im Jahr 2006. O’Connor hatte zuvor gegen ein ähnliches Gesetz gestimmt.